# Persone di cognome D'Asburgo-Lorena
| Questa pagina contiene informazioni ricavate automaticamente dalle voci biografiche con l'ausilio del template Bio e di un bot. L'aggiornamento è periodico e automatico e ricostruisce completamente la pagina. Se manca una persona in questa lista, sei pregato di non aggiungerla, ma accertati piuttosto che la sua voce biografica contenga il template Bio e che i dati anagrafici siano correttamente compilati. Se il template Bio manca, inseriscilo tu stesso o, in alternativa, metti l'avviso {{tmp\|Bio}} che ne segnala la mancanza. Se i dati riportati sono sbagliati, correggi direttamente la voce biografica; le modifiche saranno visibili in questa lista entro pochi giorni. Per chiarimenti vedi il progetto antroponimi. La lista contiene solo le 77 persone che sono citate nell'enciclopedia e per le quali è stato implementato correttamente il template Bio. Pagina aggiornata al 17 ott 2024. |

Questa è una lista di persone presenti nell'enciclopedia che hanno il cognome d'Asburgo-Lorena, suddivise per attività principale.

## Avvocate(1)
- Walburga d'Asburgo-Lorena, avvocata e politica tedesca (Berg, n. 1958)

## Badesse(3)
- Maria Anna d'Asburgo-Lorena, badessa (Vienna, n. 1738 - Klagenfurt, † 1789)
- Maria Anna d'Asburgo-Lorena, badessa (Villa di Poggio Imperiale, n. 1770 - Neudorf, † 1809)
- Maria Elisabetta d'Asburgo-Lorena, badessa (Vienna, n. 1743 - Linz, † 1808)

## Cardinali(1)
- Rodolfo Giovanni d'Asburgo-Lorena, cardinale e arcivescovo cattolico austriaco (Firenze, n. 1788 - Baden, † 1831)

## Diplomatici(1)
- Giorgio d'Asburgo-Lorena, diplomatico austriaco (Starnberg, n. 1964)

## Imperatori(1)
- Francesco II d'Asburgo-Lorena, imperatore (Firenze, n. 1768 - Vienna, † 1835)

## Imperatrici(1)
- Maria Luisa d'Asburgo-Lorena, imperatrice (Vienna, n. 1791 - Parma, † 1847)

## Nobildonne(3)
- Gisella d'Asburgo-Lorena, nobildonna austriaca (Laxenburg, n. 1856 - Monaco di Baviera, † 1932)
- Luisa d'Asburgo-Lorena, nobildonna (Salisburgo, n. 1870 - Ixelles, † 1947)
- Maria Valeria d'Asburgo-Lorena, nobildonna austriaca (Buda, n. 1868 - Vienna, † 1924)

## Nobili(48)
- Carlo Ludovico d'Asburgo-Lorena, nobile (Castello di Schönbrunn, n. 1918 - Bruxelles, † 2007)
- Elisabetta d'Asburgo-Lorena, nobile austriaca (Madrid, n. 1922 - Waldstein, † 1993)
- Alessandro Leopoldo d'Asburgo-Lorena, nobile italiano (Villa di Poggio Imperiale, n. 1772 - Laxenburg, † 1795)
- Antonio Vittorio d'Asburgo-Lorena, nobile (Firenze, n. 1779 - Vienna, † 1835)
- Carlo Giuseppe d'Asburgo-Lorena, nobile austriaco (Vienna, n. 1745 - Vienna, † 1761)
- Elisabetta Maria d'Asburgo-Lorena, nobile (Laxenburg, n. 1883 - Vienna, † 1963)
- Francesco Carlo d'Asburgo-Lorena, nobile austriaco (Vienna, n. 1802 - Vienna, † 1878)
- Luigi d'Asburgo-Lorena, nobile (Firenze, n. 1784 - Vienna, † 1864)
- Maria Amalia d'Asburgo-Lorena, nobile (Firenze, n. 1780 - Vienna, † 1798)
- Maria Leopoldina d'Asburgo-Lorena, nobile (Vienna, n. 1797 - Rio de Janeiro, † 1826)
- Massimiliano d'Asburgo-Lorena, nobile (Vienna, n. 1756 - Castello di Hetzendorf, † 1801)
- Ottone Francesco d'Asburgo-Lorena, nobile (Graz, n. 1865 - Vienna, † 1906)
- Enrico Ferdinando d'Asburgo-Lorena, nobile austriaco (Salisburgo, n. 1878 - Salisburgo, † 1969)
- Ferdinando III di Toscana, nobile italiano (Firenze, n. 1769 - Firenze, † 1824)
- Ferdinando IV di Toscana, nobile (Firenze, n. 1835 - Salisburgo, † 1908)
- Gertrude d'Asburgo-Lorena, nobile (Wallsee-Sindelburg, n. 1900 - Ravensburg, † 1962)
- Giovanni d'Asburgo-Lorena, nobile e politico austriaco (Firenze, n. 1782 - Graz, † 1859)
- Giovanni Nepomuceno d'Asburgo-Lorena, nobile (Firenze, n. 1852 - Capo Horn, † 1890)
- Ilona d'Asburgo-Lorena, nobile ungherese (Budapest, n. 1927 - Friburgo, † 2011)
- Luigi Salvatore d'Asburgo-Lorena, nobile (Firenze, n. 1847 - Brandýs nad Labem-Stará Boleslav, † 1915)
- Maria Anna d'Asburgo-Lorena, nobile (Vienna, n. 1804 - Baden, † 1858)
- Maria Carolina Ferdinanda d'Asburgo-Lorena, nobile austriaca (Vienna, n. 1801 - Dresda, † 1832)
- Maria Carolina d'Asburgo-Lorena, nobile (Vienna, n. 1752 - Vienna, † 1814)
- Maria Clementina d'Asburgo-Lorena, nobile (Villa di Poggio Imperiale, n. 1777 - Napoli, † 1801)
- Maria Clementina d'Asburgo-Lorena, nobile (Vienna, n. 1798 - Chantilly, † 1881)
- Maria Giovanna Gabriella d'Asburgo-Lorena, nobile austriaca (Vienna, n. 1750 - Vienna, † 1762)
- Maria Giuseppina d'Asburgo-Lorena, nobile (Vienna, n. 1751 - Vienna, † 1767)
- Maria Isabella d'Asburgo-Lorena, nobile italiana (Firenze, n. 1834 - Lucerna, † 1901)
- Maria Luisa d'Asburgo-Lorena, nobile (Firenze, n. 1845 - Hanau, † 1917)
- Maria Teresa Elisabetta d'Asburgo-Lorena, nobile (Vienna, n. 1762 - Vienna, † 1770)
- Ottone d'Asburgo-Lorena, nobile austriaco (Reichenau an der Rax, n. 1912 - Pöcking, † 2011)
- Pietro Ferdinando d'Asburgo-Lorena, nobile e militare austriaco (Salisburgo, n. 1874 - Sankt Gilgen, † 1948)
- Uberto Salvatore d'Asburgo-Lorena, nobile austriaco (Wels, n. 1894 - Persenbeug, † 1971)
- Antonio d'Asburgo-Lorena, nobile (Vienna, n. 1901 - Salisburgo, † 1987)
- Carlo d'Asburgo-Lorena, nobile e politico austriaco (Starnberg, n. 1961)
- Carlo Salvatore d'Asburgo-Lorena, nobile italiano (Firenze, n. 1839 - Vienna, † 1892)
- Carolina Maria d'Asburgo-Lorena, nobile austriaca (Altmünster, n. 1869 - Budapest, † 1945)
- Edvige Maria d'Asburgo-Lorena, nobile austriaca (Bad Ischl, n. 1896 - Hall in Tirol, † 1970)
- Elena d'Asburgo-Lorena, nobile italiana (Linz, n. 1903 - Tubinga, † 1924)
- Elisabetta Francesca d'Asburgo-Lorena, nobile (Vienna, n. 1892 - Syrgenstein, † 1930)
- Francesco Leopoldo d'Asburgo-Lorena, nobile italiano (Firenze, n. 1794 - Vienna, † 1800)
- Giuseppe Ferdinando d'Asburgo-Lorena, nobile (Salisburgo, n. 1872 - Vienna, † 1942)
- Giuseppe d'Asburgo-Lorena, nobile e politico austriaco (Firenze, n. 1776 - Buda, † 1847)
- Leopoldo Luigi d'Asburgo-Lorena, nobile, generale e ammiraglio austriaco (Milano, n. 1823 - Hörnstein, † 1898)
- Leopoldo d'Asburgo-Lorena, nobile austriaco (Zagabria, n. 1897 - Willimantic, † 1958)
- Maria Antonietta d'Asburgo-Lorena, nobile (Firenze, n. 1858 - Cannes, † 1883)
- Rosa d'Asburgo-Lorena, nobile italiana (Salisburgo, n. 1906 - Friedrichshafen, † 1983)
- Sofia d'Asburgo-Lorena, nobile austriaca (Laxenburg, n. 1855 - Buda, † 1857)

## Principesse(4)
- Augusta Ferdinanda d'Asburgo-Lorena, principessa (Firenze, n. 1825 - Monaco di Baviera, † 1864)
- Adelaide d'Asburgo-Lorena, principessa austriaca (Vienna, n. 1914 - Pöcking, † 1971)
- Elisabetta Amalia d'Asburgo-Lorena, principessa austriaca (Reichenau an der Rax, n. 1878 - Vaduz, † 1960)
- Immacolata d'Asburgo-Lorena, principessa austriaca (Leopoli, n. 1892 - Viareggio, † 1971)

## Principi(2)
- Felice d'Asburgo-Lorena, principe austriaco (Vienna, n. 1916 - Città del Messico, † 2011)
- Ludovico Vittorio d'Asburgo-Lorena, principe austriaco (Vienna, n. 1842 - Salisburgo, † 1919)

## Sovrane(2)
- Maria Adelaide d'Asburgo-Lorena, regina (Milano, n. 1822 - Torino, † 1855)
- Maria Enrichetta d'Asburgo-Lorena, regina belga (Pest, n. 1836 - Spa, † 1902)

## Sovrani(2)
- Ferdinando I d'Austria, sovrano (Vienna, n. 1793 - Praga, † 1875)
- Leopoldo II di Toscana, sovrano italiano (Firenze, n. 1797 - Roma, † 1870)

## Senza attività specificata(8)
- Ferdinando Carlo Antonio d'Asburgo-Lorena, duca (Castello di Schönbrunn, n. 1754 - Vienna, † 1806)
- Carlotta d'Asburgo-Lorena, duchessa (Prangins, n. 1921 - Monaco di Baviera, † 1989)
- Maria Cristina d'Asburgo-Lorena, duchessa (Vienna, n. 1742 - Vienna, † 1798)
- Rodolfo d'Asburgo-Lorena,  austriaco (Vienna, n. 1858 - Mayerling, † 1889)
- Giuseppe II d'Asburgo-Lorena (Vienna, n. 1741 - Vienna, † 1790)
- Leopoldo II d'Asburgo-Lorena (Vienna, n. 1747 - Vienna, † 1792)
- Maria Antonietta d'Asburgo-Lorena (Vienna, n. 1755 - Parigi, † 1793)
- Stefano d'Asburgo-Lorena,  austriaco (Buda, n. 1817 - Mentone, † 1867)